# Johann Valentin Meder
Johann Valentin Meder (getauft 3. Mai 1649 in Wasungen; † Juli 1719 in Riga) war ein deutscher Sänger (Tenor), Komponist und Organist.

## Leben
Johann Valentin Meder wurde als Sohn des Kantors Johann Erhard Meder geboren. Er studierte zunächst Theologie in Leipzig (1669), ohne das Studium zu beenden. Ab 1671 war er Musiker in verschiedenen beruflichen Positionen, die ihn über Gotha, Kassel, Bremen, Hamburg, Kopenhagen, Lübeck und Reval, wo er 1680 als Gymnasialkantor das Singspiel Die beständige Argenia schrieb, im Jahre 1685 nach Riga führten. Kurz hielt er sich 1687 und 1698 als Kapellmeister der Marienkirche in Danzig und 1698 als Domkantor in Königsberg auf. In Riga wirkte er ab 1701 bis zu seinem Tod als Domorganist.
Von ihm sind Motetten, Kantaten, eine Matthäus-Passion, sowie verschiedene Werke der Instrumentalmusik, Kirchenmusik und ein Singspiel erhalten. Wegen der Komposition zweier Opern verlor er die Unterstützung des Rates der Stadt Danzig, wo deren Aufführung nicht erlaubt wurde. 

## Werke
- Die beständige Argenia, Singspiel (Reval 1680)
- Nero, Oper (1695)
- Die Wiedervereheligte Coelia, Oper (1698)
- nicht bezeugt Die befreyete Andromeda, Oper (Weißenfels 1688)
- mindestens vier oratorische Passionen, von denen eine (nach Matthäus) erhalten ist.[3]
- 12 Messen
- 5 Magnificat-Vertonungen